# Makuyuni (Korogwe)
Makuyuni è una circoscrizione rurale (rural ward) della Tanzania situata nel distretto di Korogwe, regione di Tanga. Conta una popolazione di 13 180 abitanti (censimento 2012).